# Fahner Höhe
Die Fahner Höhe (auch Fahnersche Höhe) ist ein langgestreckter, dicht bewaldeter, schmaler und maximal 413 m ü. NHN hoher Höhenzug aus Muschelkalk im Südwesten des Thüringer Beckens in Thüringen (Deutschland). Sie ist, wie auch der etwa 25 km weiter östlich gelegene Ettersberg, ein Inselberg und nach diesem die zweithöchste innere Erhebung des Thüringer Beckens. Im innerthüringischen System der Naturräume Thüringens der Thüringer Landesanstalt für Umwelt und Geologie (TLUG) stellt er einen eigenständigen, 26 km² großen Naturraum dar.
Seinen Namen hat der Höhenzug von den am Nordrand liegenden Dörfern Groß- und Kleinfahner. Seine Erkennungszeichen sind die Bienstädter Warte, ein ehemaliger Wartturm, sowie die Bockwindmühle von Kleinfahner.

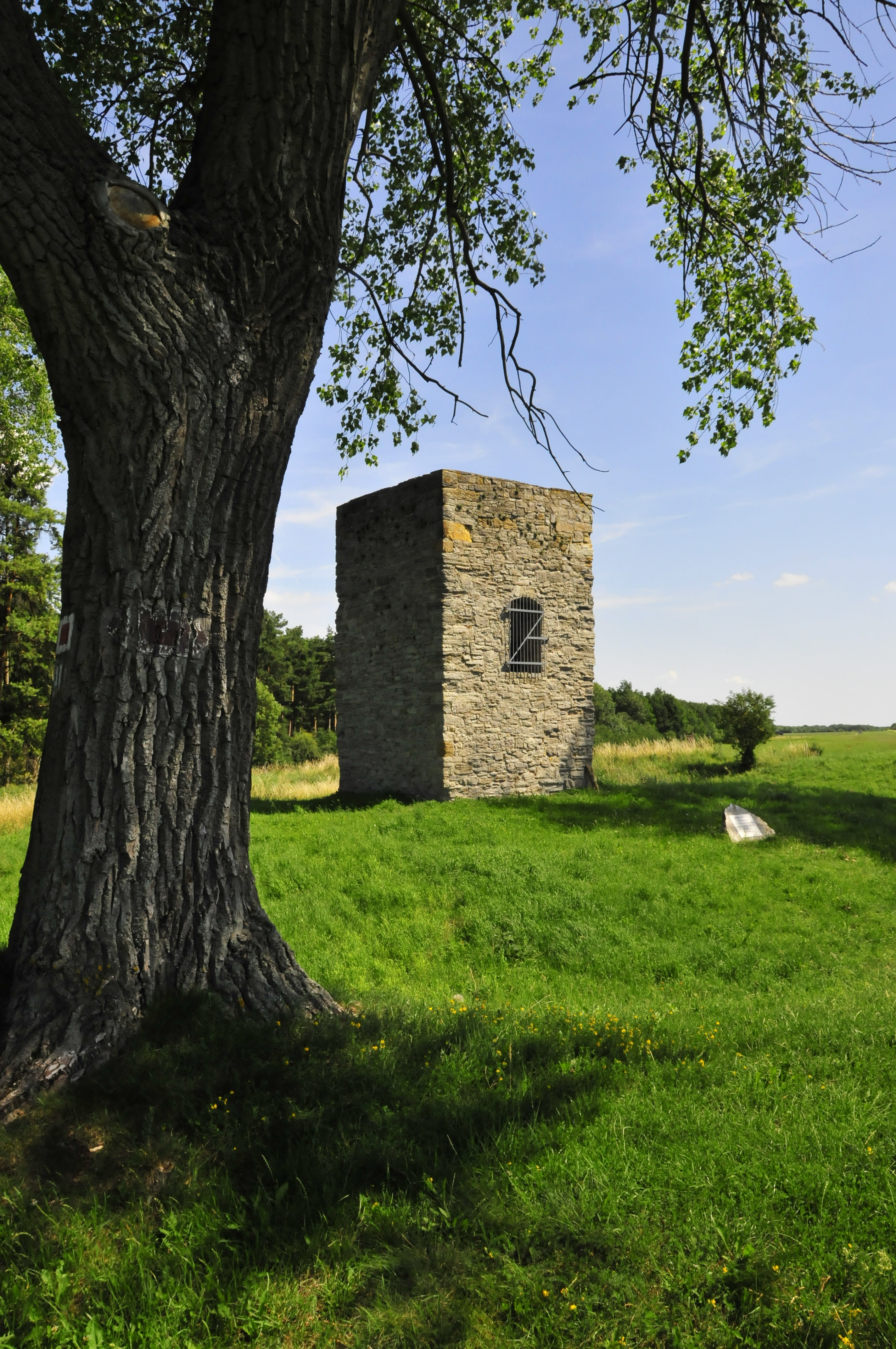
Die Bienstädter Warte, ein Symbol der Fahner Höhe, im Juli 2011

## Geographie
Die Fahner Höhe liegt im Hoheitsbereich des Landkreises Gotha im Westen, des Landkreises Sömmerda im Nordosten und der Landeshauptstadt Erfurt im Südosten etwa in der Mitte des Dreiecks Erfurt−Gotha−Bad Langensalza. Folgende Orte reihen sich, im Nordwesten beginnend und im Uhrzeigersinn aufgeführt, um die Fahner Höhe: Burgtonna, Gräfentonna, Döllstädt, Großfahner, Gierstädt, Kleinfahner, Witterda, Friedrichsdorf, Tiefthal, Schaderode, Töttelstädt, Bienstädt, Molschleben, Eschenbergen und Ballstädt.
Die Fahner Höhe verläuft in nordwest-südöstlicher Richtung, ist etwa 12 km lang und maximal 4 km breit, im nach Osten weisenden Sporn deutlich schmaler. Ihr Kamm liegt zwischen 300 und 413 m ü. NN. Seine höchste Stelle befindet sich im Westen auf dem Abtsberg. Der Höhenzug ist zum Nessetal im Südwesten flach geneigt, nach Nordosten fällt er steil zum Thüringer Becken ab. Er ragt bis zu 250 m aus dem Thüringer Becken heraus und ist weithin sichtbar. Von den Rändern der Fahner Höhe ergeben sich bei guten Sichtbedingungen weite Fernblicke ins Thüringer Becken und zu den Höhenzügen an seinen Rändern. Im Süden bilden die Höhen des Thüringer Walds mit dem markanten Großen Inselsberg die Horizontlinie. Im Nordosten sind der Fahner Höhe mehrere Gipskeuper-Hügel wie etwa die Schwellenburg vorgelagert.

## Geologie
Bei der Fahner Höhe handelt es sich um eine herzynisch streichende und durch die Aufpressung des Zechsteinsalinars entstandene Aufwölbung innerhalb des Thüringer Keuperbeckens. Sie wird an der Oberfläche gänzlich von den Kalkbänken und tonig-mergeligen Zwischenlagen des Oberen Muschelkalks gebildet. Diese tauchen nach Süden und Norden unter die Mergel, Tone und Sandsteine des Keupers. Insbesondere am Nordabfall der Fahner Höhe wird der oberflächennahe geologische Untergrund von mächtigen Lössauflagen gebildet, die dort während der Kaltzeiten abgelagert wurden.
Durch die Auslaugung der Gesteine des Mittleren Muschelkalks im Untergrund entstehen unterirdische Hohlräume, die sich nach Einsturz an der Erdoberfläche durch trichterförmige Erdfälle bemerkbar machen. Mehrere bis zu 25 m tiefe Erdfälle sind an der Weißen Hütte im Nordwesten der Fahner Höhe entstanden.

## Böden
Auf den meist mächtigen Residualtonen über Oberem Muschelkalk sind hauptsächlich Wasser stauende und stark quellende Tonböden entwickelt. Nährstoffreiche Pelosole und Terra fusca sind häufig, es kommen jedoch auch Braunerden vor. Diese gehen in hängigen Lagen in flachgründigere Rendzinen über. Bei Lösslehmauflage neigen die Braunerden aufgrund der Wasser stauenden Wirkung, zur Vergleyung.

## Klima
Mit 650 bis 700 mm Jahresniederschlag ist die Fahner Höhe deutlich feuchter als ihr Umland. An der Fahner Höhe kommt es zu Steigungsregen. Sie fängt aufgrund ihrer exponierten Lage Niederschläge aus atlantischen Tiefausläufern ein, die aus westlichen Richtungen anströmen. Die Jahresmitteltemperatur liegt mit 7,5 °C nur wenig unter der des Thüringer Beckens. Nach Osten hin wird die Fahner Höhe jedoch merklich trockener und wärmer. Der Nordabfall der Fahner Höhe liegt auf der Schattenseite. Die Sonneneinstrahlung ist dort geringer als auf der Südseite. Es kommt daher zu einer geringeren Erwärmung und geringeren Verdunstungsraten, so dass die Nordhänge insgesamt luftfeuchter sind und eine niedrigere Temperaturamplitude aufweisen.
Während winterlicher Inversionswetterlagen bilden die Mittelhangbereiche der Fahner Höhe ab etwa 300 m ü. NN die Nebelgrenze. Sie ragen dann als besonnter Höhenrücken aus dem nebligen Kaltluftsee heraus, der sich im Thüringer Becken gebildet hat.

## Gewässer
Die Kalke des Oberen Muschelkalks bilden im Anschluss an den steilen Nordabfall der Fahner Höhe überwiegend Plateauflächen aus, die nur leicht zertalt sind. Die Kalke sind zerklüftet und wasserdurchlässig. Auf der Fahner Höhe sind daher nur wenige Bäche ausgebildet. Der Abfluss erfolgt überwiegend unterirdisch.
Vom Nordabfall fließt das Oberflächenwasser nach Regenperioden, Starkregen oder der Schneeschmelze auch oberirdisch in Erosionsgräben ab. Besonders eindrucksvoll ist der schluchtartig eingetiefte Imtalgraben zwischen der Bienstädter Warte und Kleinfahner.
Die Entwässerung erfolgt durch Gräben im Süden bzw. Südwesten zu Weißbach und Nesse, im Westen zur Tonna (einem Nebenbach der Unstrut) und nach Nordosten zur Gera hin. An der Bienstädter Warte ist somit die Wasserscheide zwischen den Einzugsgebieten von Elbe und Weser zu verorten.

## Vegetation und Flora

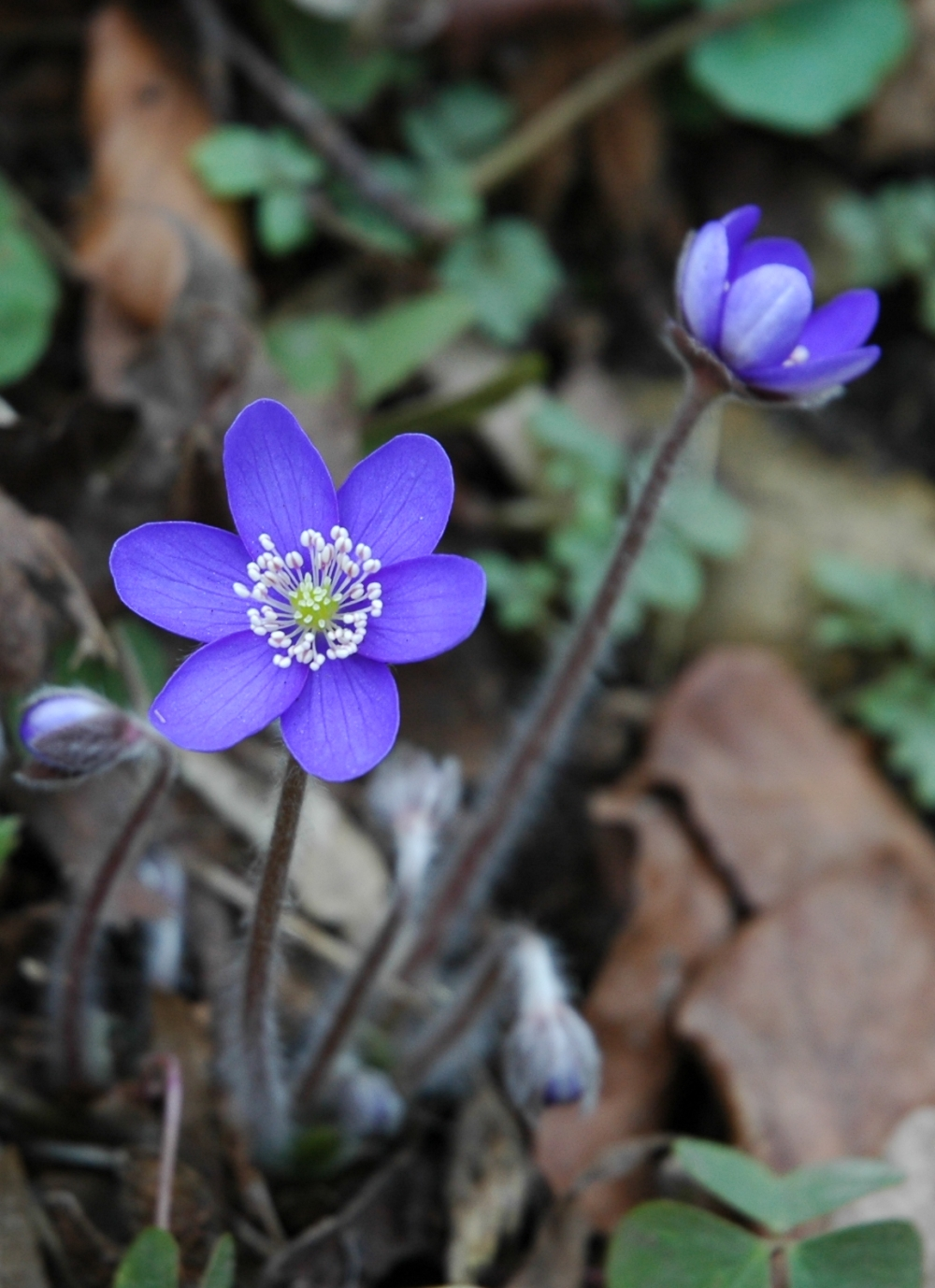
Die Blume der Fahner Höhe: Das Leberblümchen

Die Fahner Höhe ist überwiegend mit Wald bestockt. Es dominieren natürliche Eichen-Hainbuchen-Wälder verschiedener Ausprägung, v. a. Waldlabkraut- und Mädesüß- (bzw. Sternmieren-) Eichen-Hainbuchenwälder (Galio-Carpineten und Filipendulo-Carpineten). An der sonnabgewandten Nordabdachung sind Waldmeister-Buchenwälder (Galio-Fageten) entwickelt. Edellaubbaumreiche Eichen- und Schluchtwälder sind auf der Fahner Höhe selten und nur im Imtal, in Erdfällen sowie stellenweise auch im Hangfußbereich des Nordabfalls vertreten. Eindrucksvolle alte und großflächige Eichen-Hainbuchenwälder sind das Ballstädter Holz im Westen, der Eichenwald Im Haken bei Witterda und das Peterholz bei Töttelstedt. Im Peterholz treten kleinflächig Übergänge zu Steinsamen-Eichen-Trockenwäldern auf. Die Eichen erreichen dort Wuchshöhen unter 20 m und sind sehr knorrig gewachsen. Die Eichenwälder der Fahner Höhe weisen meist einen starken Unterwuchs aus Dornsträuchern (Schlehe und Weißdorn) auf. Naturverjüngung der Eiche kann dadurch nur schwer aufkommen.
Als Besonderheiten der Flora der Fahner Höhe sind Vorkommen der Sibirischen Schwertlilie (Iris sibirica) und des Kreuz-Enzians (Gentiana cruciata) anzusehen. Weit verbreitet ist das Leberblümchen (Hepatica nobilis), das als Blume der Fahner Höhe angesehen werden kann. Am Nordabfall tritt der Gelbe Eisenhut (Aconitum lycoctonum) stellenweise in großen Beständen auf. In lichten Eichenwäldern im Süden der Fahner Höhe ist die in Thüringen seltene Färberscharte (Serratula tinctoria) verbreitet. Sie zeigt dort die wechselfeuchten bis -trockenen Bodenverhältnisse über dem Oberen Muschelkalk an. Ebenfalls selten ist der Märzenbecher (Leucojum vernum), der im Blütengrund, einem grundfrischen Tälchen im Ballstädter Holz, im zeitigen Frühjahr weiße Blütenteppiche bildet.

## Geschichte
Die Fahner Höhe wird schon lange und forstwirtschaftlich genutzt. 
1411 wurde an einem ihrer höchsten Punkte durch die Stadt Erfurt die ursprünglich 18 m hohe Bienstädter Warte errichtet. 

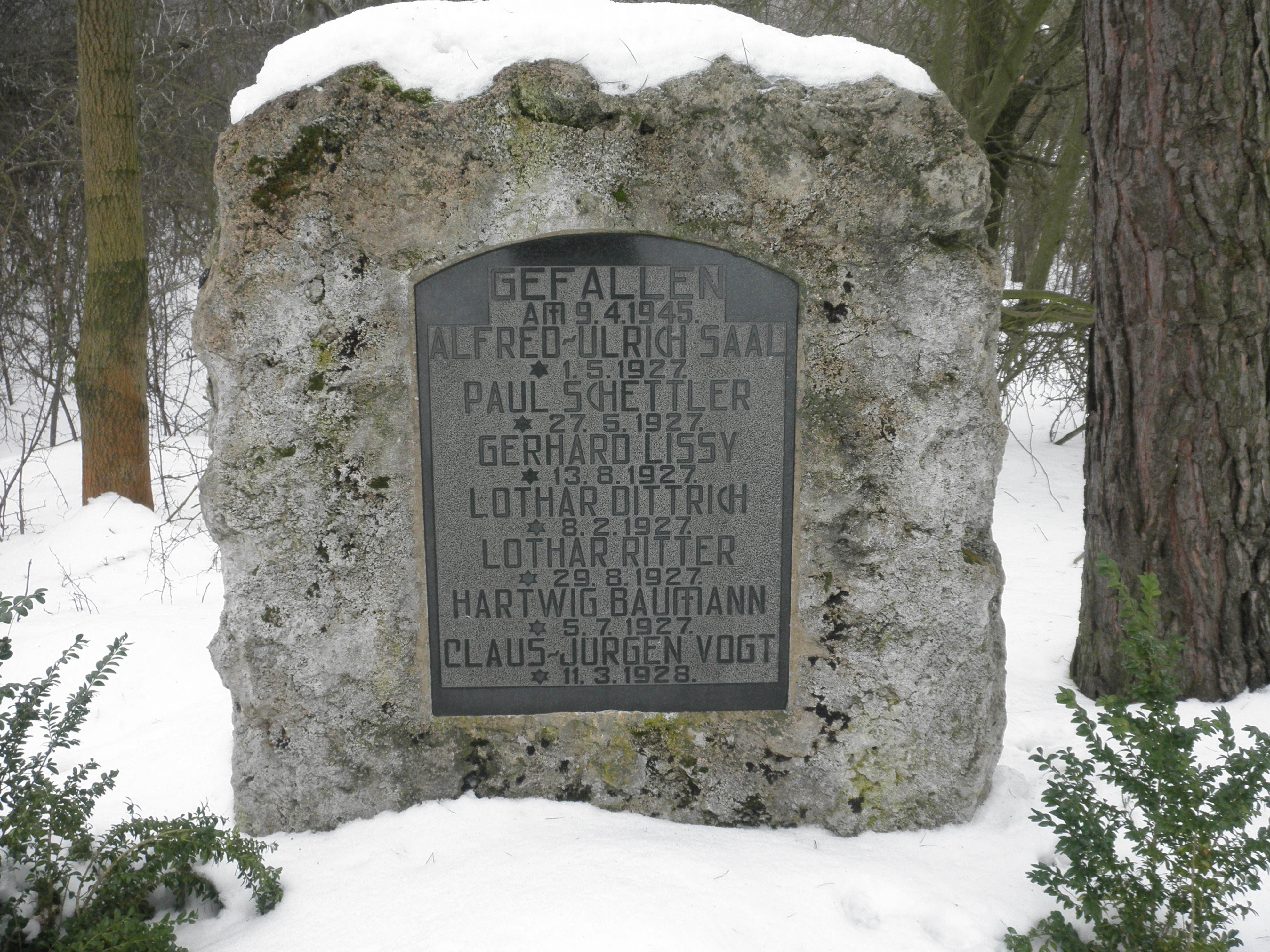
„Sieben Gräber“ von am 9. April 1945 gefallenen Soldaten auf dem Abtsberg

Auf dem Abtsberg im westlichen Teil der Fahner Höhe gruben unerfahrene junge Wehrmachtssoldaten am 9. April 1945 Schützenlöcher für eine Verteidigungsstellung. Sie wurden von einem amerikanischen Spähpanzer der 80th Cavalry Reconnaissance Troop unter Feuer genommen. Sieben 17- und 18-Jährige starben, der Rest der Truppe ergab sich und kam in das Gefangenenlager Bad Kreuznach. Ein Schwerverwundeter erlag auf dem Transport seinen Verletzungen.
Wegen des Zustands der Körper entschied der Pfarrer, dass die Gefallenen nicht auf dem Friedhof des benachbarten Dorfes Eschenbergen, sondern auf dem Abtsberg beerdigt wurden. Dort standen bis 1953 sieben Holzkreuze mit den Namen der Soldaten, die dann durch ein kleines Denkmal ersetzt wurden. Der Stein trägt eine Namenstafel, beschrieben mit „GEFALLEN AM 9.4.1945“. Die Stätte ist bekannt als die Sieben Gräber. Insgesamt mussten im Umfeld der Fahner Höhe um den 9. und 10. April 1945 53 deutsche und 6 amerikanische Soldaten ihr Leben lassen.
Zu DDR-Zeiten wurde in der Nähe der Bienstädter Warte eine Segelflugschule der GST betrieben, deren Gebäude nach 1957 als zentrale Abhörzentrale des Ministeriums für Staatssicherheit genutzt wurden.

## Wirtschaft

### Produzierendes Gewerbe

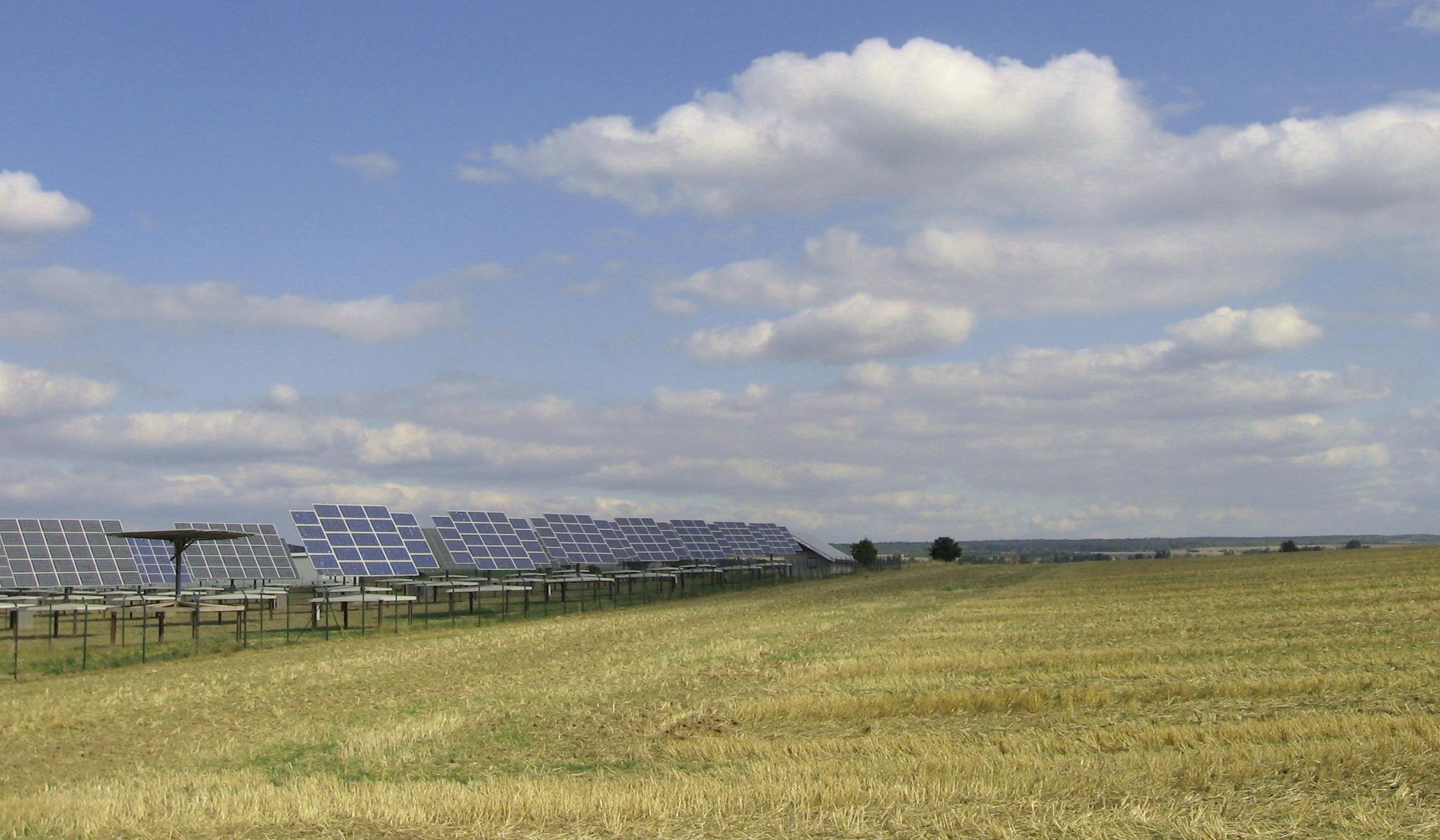
Photovoltaikanlage bei Ballstädt

Südlich von Ballstädt am Südwestrand der Fahner Höhe entstand 2007 auf freiem Feld eine der ersten Photovoltaikanlagen Thüringens.

### Land- und Forstwirtschaft
Die Wälder der Fahner Höhe werden forstwirtschaftlich genutzt. Es dominiert der hiebreife Altersklassenwald. Nadelholz wie Fichte, Wald- und Schwarzkiefer kommt von Natur aus nicht vor und wurde forstlich eingebracht. Eine Besonderheit ist ein Bestand aus alten Sudeten-Lärchen am Nordabfall bei Gierstädt.
Nährstoffreiche Böden und das durch den Schutz des Höhenzuges begünstigte Klima an der Nordabdachung der Fahner Höhen ermöglichten seit dem 19. Jahrhundert die Entwicklung eines auch heute bedeutenden Obstanbaugebietes. Die Plateauflächen im Süden der Fahner Höhe werden intensiv ackerbaulich genutzt.

### Tourismus
Die Fahner Höhe ist ein wichtiges Naherholungsgebiet seiner Anliegergemeinden und des Einzugsbereichs der Städte Erfurt, Bad Langensalza und Gotha. Die Wege und geschotterten Forststraßen werden von Spaziergängern, Wanderern, Radfahrern und anderen Freizeitsportlern stark frequentiert. Ausgangspunkte sind oft die Einmündungen der Forststraßen in die L 1027. Die Fahner Höhe ist durch Wanderwege gut erschlossen. Wanderziele sind der Blütengrund bei Ballstädt und die Blütenteppiche der Frühjahrsblüher im Norden der Fahner Höhe. Auch der Kamm des Höhenzuges ist zwischen Burgtonna und Erfurt-Tiefthal in seiner gesamten Länge zu erwandern.
Im Frühjahr lockt das Kirschblütenfest an den Ostrand der Fahner Höhe. Die Grundmühle, ein im Wald gelegener Biergarten und Veranstaltungslokal bei Töttelstädt, ist Anlaufpunkt für viele Erholungsuchende.

### Verkehr
Die Fahner Höhe wird in Nord-Süd-Richtung nur von der Landesstraße 1027 zwischen Gierstädt und Molschleben gequert, die sich mit einer Spitzkehre den Nordhang hinaufwindet. Sie wird ansonsten von Verkehrswegen nicht zerschnitten.

## Naturschutz
Die Fahner Höhe ist als Landschaftsschutzgebiet gesichert. Der Hirschgrund bei Großfahner und ein Winterlinden-Traubeneichenwald bei Witterda sind als Naturschutzgebiete ausgewiesen, ebenso der Orphaler Grund westlich von Tiefthal.
Der Westteil der Fahner Höhe wurde auch als FFH-Gebiet Nr. 43 Fahnersche Höhe – Ballstädter Holz der abschließenden Meldung des Freistaates Thüringen vom Januar 2000 unter europaweiten Schutz gestellt.
Zahlreiche kleinere Gebiete sind als Flächennaturdenkmale (FND) und Geschützte Landschaftsbestandteile (GLB) geschützt. Das FND Blütengrund beispielsweise wurde zum Schutz des Märzenbechervorkommens im Westen der Fahner Höhe eingerichtet. Auch die FND auf dem Abtsbergplateau verfolgen Ziele des floristischen Artenschutzes. Dort wurde eines der individuenreichsten Vorkommen der Sibirischen Schwertlilie in Thüringen gesichert.
Das Peterholz bei Töttelstädt, ein alter Eichenwald mit Trockenwaldanteilen, ist als Naturwaldparzelle ausgewiesen.

## Sonstiges
Auch die Verwaltungsgemeinschaft Fahner Höhe der Gemeinden Dachwig, Döllstädt, Gierstädt, Großfahner und Tonna trägt den Namen des Höhenzugs.